# Atalaia do Norte
Atalaia do Norte är en kommun i Brasilien.   Den ligger i delstaten Amazonas, i den västra delen av landet, 2 800 km väster om huvudstaden Brasília. Antalet invånare är 15 149.
I omgivningarna runt Atalaia do Norte växer i huvudsak städsegrön lövskog. Trakten runt Atalaia do Norte är nära nog obefolkad, med mindre än två invånare per kvadratkilometer.